# شبروان
شبروان نام یک آلبوم موسیقی با بداهه‌نوازی تار و آواز محمدرضا لطفی در کنار تنبک احمد مستنبط و دف مهرزاد هویدا می‌باشد.
این اثر حاصل ضبط اجرای کنسرت در سالن برج میلاد در اردیبهشت ماه ۱۳۸۹ می‌باشد.